# Sabaria compsa
Sabaria compsa är en fjärilsart som beskrevs av Eugen Wehrli 1939. Sabaria compsa ingår i släktet Sabaria och familjen mätare. Inga underarter finns listade.